# Polyfoni (ljudteknik)
Den här artikeln behandlar det ljudtekniska begreppet polyfoni. För det musikaliska begreppet, se Polyfoni.
Polyfonisk kallas en (ljudproducerande del av) en synthesizer, dator och eller mobiltelefon när den kan ge flera ljud, till exempel ett ackord innehållande flera olika toner, ifrån sig samtidigt.
Moderna synthesizers har ofta polyfonier på 32–256 stämmor. Med denna siffra avses det totala antal toner som maskinen kan ge ifrån sig samtidigt. En och samma preset på en synthesizer kan dock innehålla layers vilket gör att antalet använda stämmor snabbt kan bli högt. 
En modern synth som får slut på lediga röster löser i regel denna situation genom att prioritera de toner som har slagits an senast.